# آلباتروس سلطنتی شمالی
آلباتروس سلطنتی شمالی (نام علمی: Diomedea sanfordi) نام یک گونه از سرده آلباتروس‌های بزرگ است.